# U–30
A VIIA típus U–30 tengeralattjárót a német haditengerészet rendelte a brémai AG Wessertől 1935. április 1-jén. A hajót 1936. október 8-án állították szolgálatba. Nyolc harci küldetése volt, amely során 17 hajót elsüllyesztett, kettőt megrongált. Az U–30 süllyesztette el az első hajót a háborúban.

## Pályafutása

### Első őrjárat
Az U–30 1939. augusztus 22-én, még a háború megindítása előtt futott ki Wilhelmshavenből első harci küldetésére, kapitánya Fritz-Julius Lemp volt. A háború az Írországtól északnyugatra eső vizeken érte. Szeptember 3-án, előzetes figyelmeztetés nélkül megtorpedózta a magányosan haladó, fegyvertelen brit utasszállítót, az Atheniát. A torpedó az óceánjáró bal oldalán, a gépháznál csapódott a hajóba. Az Athenia másfél óra alatt elsüllyedt. A hajón 315 tengerész és 1103 utas tartózkodott, közülük 19 tengerész és 93 utas meghalt, a többieket brit rombolók halászták ki a tengerből. Az Athenia volt az első hajó, amelyet tengeralattjáró küldött hullámsírba a második világháborúban. Lemp azt hitte a kivilágítatlanul, cikkcakkban haladó hajóról, hogy felfegyverzett kereskedelmi járat. A támadást a németek nem ismerték el a háború alatt. Az akció idején a tengeralattjáró is veszélybe került, ugyanis egy torpedó, már járó hajtóművel, beragadt a vetőcsőbe. Mivel a fegyver idődetonátora működésbe lépett, félő volt, hogy a torpedó a búvárhajóban robban, de a legénységnek sikerült időben megszabadulni tőle.

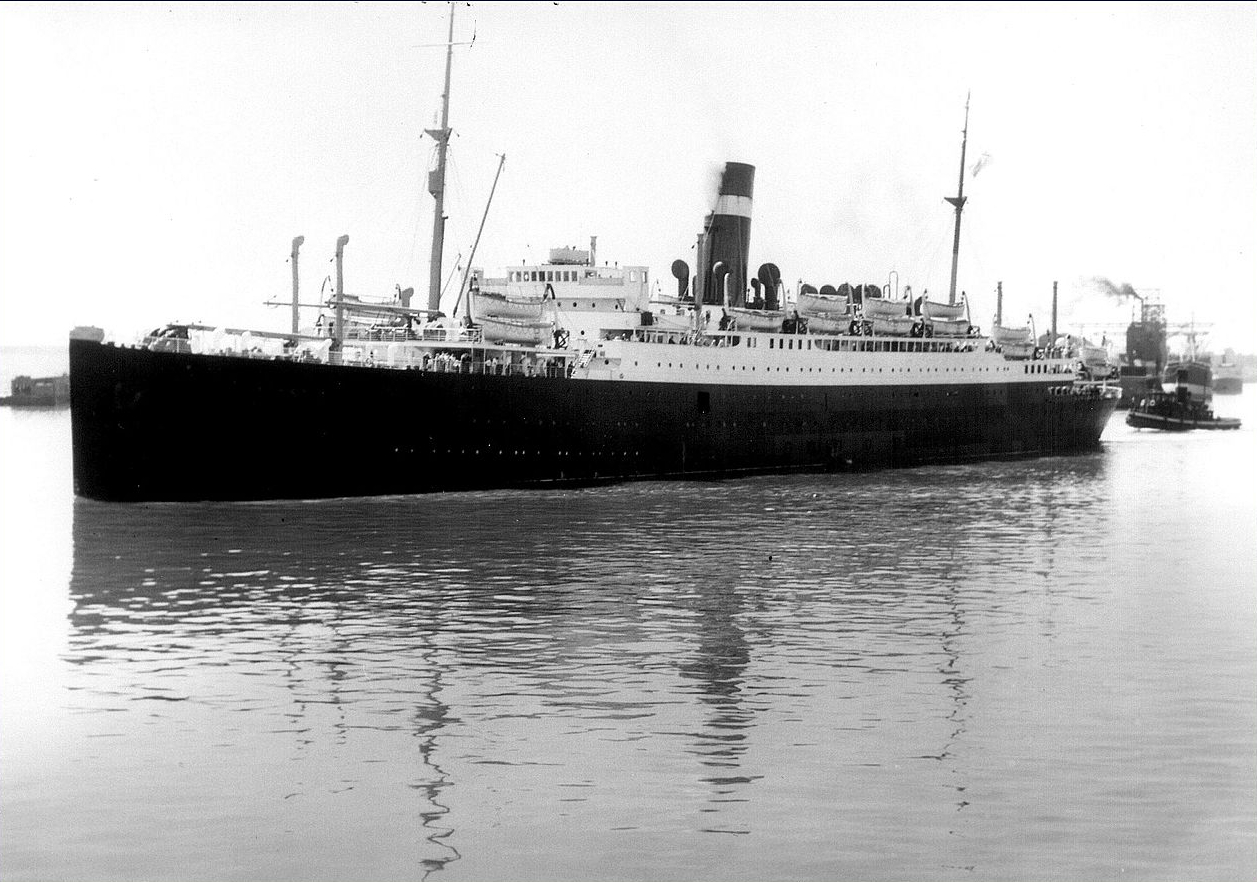
Az Athenia a montréali kikötőben

Szeptember 11-én az U–30 egy másik fegyvertelen, kísérő nélkül haladó hajót támadott meg Írországtól 300 kilométerre nyugatra. A németek fedélzeti fegyvereikkel megállásra kényszerítették a brit Blairlogie-t, majd megvárták, ahogy a legénység mentőcsónakba száll, és egyetlen torpedóval hullámsírba küldték az ócskavasat szállító hajót. A németek a briteknek két üveg gint és cigarettát adtak. Később a New Yorkba tartó American Shipper vette fedélzetére a tengerészeket.
Három nappal később ismét fedélzeti fegyvereivel állított meg egy brit kereskedelmi hajót a tengeralattjáró. A Montréalból Belfastba tartó Fanad Head tengerészei és utasai két mentőcsónakba szálltak, amelyet az U–30 távolabb vontatott a tengerjárótól. Közben egy német csapat felmászott a hajóra, hogy elsüllyessze. A németek nem tudták, de a britek még a hajó elhagyása előtt rádión vészjelzést adtak le, és a helyszíntől 300 kilométerre hajózó brit repülőgép-hordozó, az HMS Ark Royal három Blackburn Skuát indított a búvárhajó ellen. Kíséretéből kivált az HMS Tartar, az HMS Beduin és az HMS Punjabi, és elindult a támadás helyszínére. Később utánuk indult az HMS Fame és az HMS Forester is.

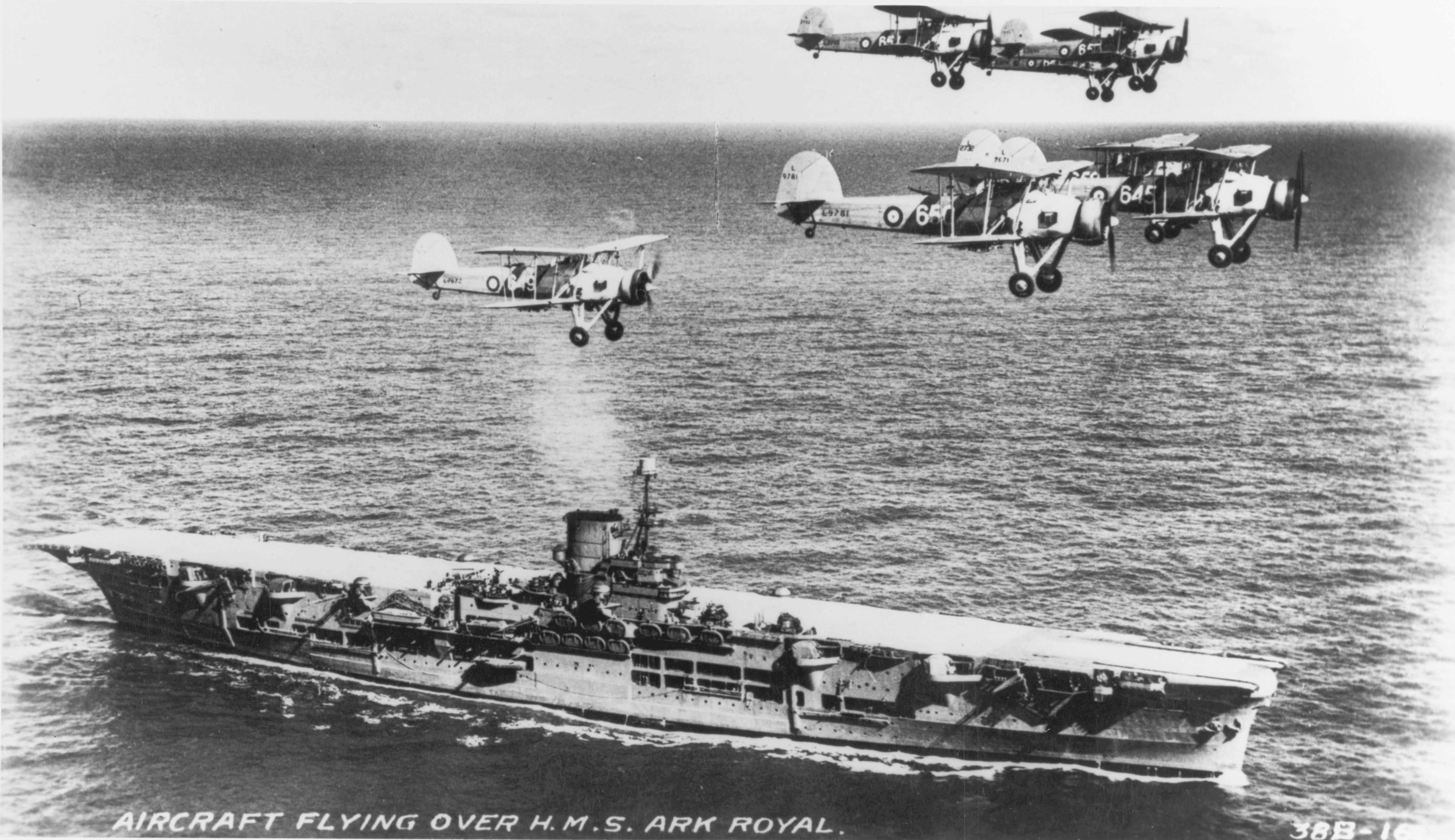
Az HMS Ark Royal Sworfish-eket indít

Az első Skua legénysége meglepetéssel észlelte, hogy a tengeralattjáró a Fanad Head mellett várakozik, és azonnal támadást indított. A bombákat nagyon kis magasságból oldották ki, és a vízfelszínen robbanó fegyverek szilánkjai ugyan több németet megsebeztek, de lángba borították a harci gépet is. A Skua kényszerleszállást hajtott végre, és a két sebesült brit az elfoglalt hajó felé kezdett úszni, de csak egyikük ért oda. Őt az egyik német húzta ki, aki szintén megsebesült a támadásban. A tengeralattjáró anélkül merült le, hogy a hajóra küldött embereit felvette volna.
Tíz perccel később megérkezett a második Skua is, amely bombákat dobott arra a helyre, ahol az U–30-at sejtette. Amikor a tengeralattjáró sértetlenül újra felemelkedett, a pilóták, mivel bombáik már nem voltak, fedélzeti fegyverükkel lőtték a búvárhajót, amely ismét a víz alá menekült. Később a német hajó ismét a felszínre emelkedett, hogy felvegye a Fanad Headre küldött tengerészeket. Ekkor megérkezett a harmadik brit gép, és lemásolta az első légi akciót. A túl kicsi magasságból ledobott bomba robbanása letépte a gép orrát a motorral, és a Skua a vízbe csapódott. A megfigyelő meghalt, a pilóta azonban kimászott a gépből, és elúszott a hajóig. A robbanásban megsérült az U–30 orra, de sikerült saját embereit felvennie. A két brit pilóta a Fanad Head fedélzetén maradt, de amikor Lemp közölte velük, hogy megtorpedózza a hajót, a vízbe ugrottak, és a tengeralattjáró fogolyként magával vitte őket. Néhány perc múlva megérkezett az HMS Ark Royalról indított egyik Fairey Swordfish, és a fedélzeti fegyveréből leadott sorozattal a mélybe kényszerítette a tengeralattjárót. A búvárhajó később 500 méter távolságról megtorpedózta és elsüllyesztette a teherszállítót.
Ezután a helyszínre érkező HMS Tartar és a repülő órákon át üldözte az U–30-at, amely meg is sérült, de végül kereket oldott. Szeptember 19-én a búvárhajó befutott a reykjavíki kikötőbe, ahol az egyik sebesült tengerészét átadta egy internált német hajó, a Hamm legénységének, illetve pótlására magával vitt egyet közülük. A búvárhajó szeptember 27-én futott be Wilhelmshavenbe.

### Második őrjárat
A tengeralattjáró második őrjárata, amelyre 1939. december 9-én futott ki, mindössze hatnapos lett, mivel december 11-én motorhiba miatt vissza kellett fordulnia Wilhelmshavenbe, ahova 14-én érkezett meg.

### Harmadik őrjárat

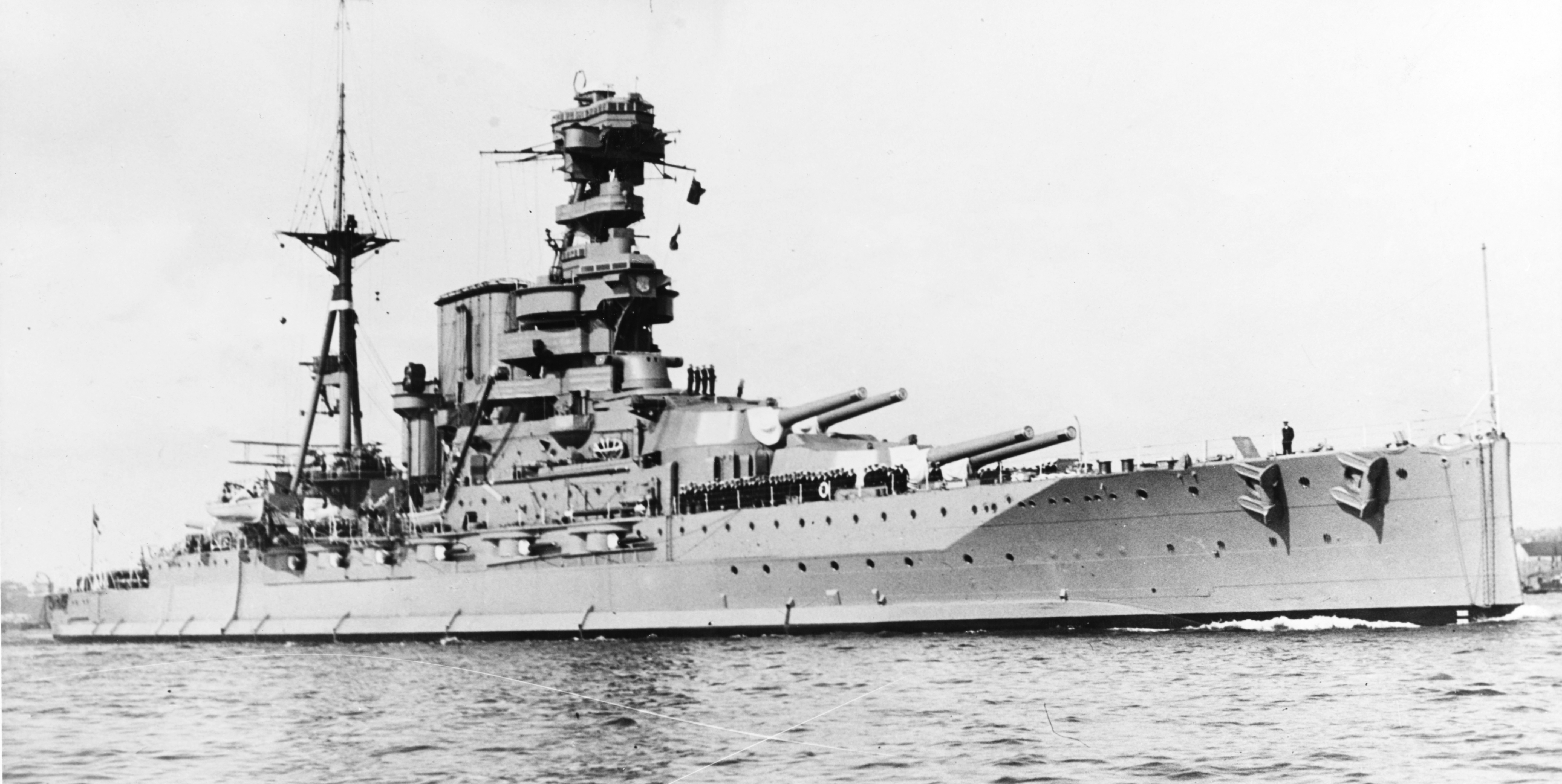
Az HMS Barham csatahajó

Az U–30 következő küldetése 1939. december 23-án kezdődött. A tengeralattjáró a tengeren töltött 26 nap alatt, elsősorban aknákkal, hat hajót elsüllyesztett, kettőt megrongált. A hajók vízkiszorítása 64 607 brt volt.
December 28-án a tengeralattjáró fedélzeti fegyverével elsüllyesztette az HMS Barbara Robertson felfegyverzett halászhajót mintegy 55 kilométerre a Hebridáktól. A 17 fős legénységből egy tengerész meghalt. A németek később megállították a svéd Hispaniát, és közölték, merre találják a britek mentőcsónakját. Ennek ellenére a túlélőket csak 14 nap múlva mentette ki az HMS Iris romboló, miután a mentőcsónakra rábukkant egy Gloster Gladiator harci gép.
Ugyanezen a napon az U–30 megtorpedózta az HMS Barham csatahajót, mintegy száz kilométerre a Hebridáktól. A robbanás négy áldozatot követelt. Az HMS Barham és az HMS Repulse őrjáratról tért vissza. A támadás után a sérült csatahajó saját erőből jutott el Liverpoolba, ahol hat hónap alatt megjavították.
Január 6-án a tengeralattjáró aknákat telepített Liverpool közelében. Január 11-én a HX–148 konvoj kötelékében haladó, Angolából csaknem 10 ezer tonna olajat és benzint szállító El Oso aknára futott. A legénység három tagja életét vesztette, a többieket az HMS Walker mentette ki. Öt nap múlva a 844 tonna általános rakományt szállító Gracia futott aknára, de nem süllyedt el, és már februárban szolgálatba állhatott ismét. Másnap a Cairnross brit kereskedelmi gőzöst küldte hullámsírba a búvárhajó egyik aknája. Február 7-én, 8-án és 9-én három újabb hajó – a Munster, a Chagres és a Counsellor – akadt fenn az aknákon, és süllyedt el. A tengeralattjáró 1940. január 17-én futott be Wilhelmshavenbe.

### Negyedik-ötödik őrjárat
A búvárhajó két következő harci küldetése során egyetlen hajót sem tudott elpusztítani, pedig összesen 52 napot töltött cserkészéssel az Északi-tengeren, a Norvégia elleni német támadás idején. Március 13-án az U–30 torpedókat lőtt ki az HMS Truant brit tengeralattjáróra, de elhibázta. Március 29-én kimentette a tengerből egy német repülőgép legénységét.

### Hatodik őrjárat
Hatodik őrjáratára 1940. június 8-án futott ki a tengeralattjáró. Harminc napot töltött az Írországtól délre, Franciaországtól nyugat-északnyugatra fekvő vizeken. Június 15-17. között a Prien farkasfalka tagjaként cserkészett. Öt hajót (22 300 brt) süllyesztett el.
Az U–30 első áldozata a 8180 tonna vasérccel Middlesbrough-ba tartó Otterpool volt. A hajót június 20-án, 21.42 órakor torpedózta meg a német tengeralattjáró. A fedélzeten tartózkodók közül 23-an meghaltak, a többi 16 embert a HMS Scarborough szlúp halászta ki a tengerből. Két nap múlva a mások mellett 77 tonna lőszert és 33 repülőgépet szállító norvég Randsfjord következett, amely a HX–49 konvoj tagjaként a kanadai Halifaxből igyekezett Liverpoolba. A torpedótalálat után a teherszállító három perc alatt elmerült, magával rántva négy tengerészt. Az U–30 felemelkedett a felszínre, a németek kikérdezték a túlélőket, és egy üveg brandyt adtak nekik.
Június 28-án a búvárhajó megtorpedózta és elsüllyesztette a magányosan haladó, 7980 tonna liszttel Aberdeenbe igyekvő Llanarth-t. A teljes legénység túlélte a támadást. Július 1-jén egy gabonaszállító, a brit Beignon következett, legénységéből hatan életüket vesztették.
Az őrjárat utolsó elsüllyesztett hajója egy öreg gőzös, az 1898-ban épült egyiptomi Angele Mabro volt, amely Bilbaóból szállított vasércet Cardiffba. A fegyvertelen és semleges hajót 240 kilométerre Bresttől nyugat-délnyugatra érte a torpedótalálat. Az U–30 nem Wilhelmshavenbe, hanem a frissen elfoglalt Lorient-ba tért vissza.

### Hetedik őrjárat
A tengeralattjáró 1940. július 13-án futott ki újabb harci küldetésére Lorient-ból. Az őrjárat nem volt túl sikeres, 12 tengeren töltött nap alatt csak egy kisebb, 712 tonnás gőzöst küldött a tenger mélyére a búvárhajó. Az Ellaroy 800 tonna bányafát szállított Lisszabonból Newportba. Az U–30 fedélzeti fegyvereivel kényszerítte megállásra a hajót. Miután a legénység elhagyta a gőzöst, a németek megtorpedózták. A tengerészeket a spanyol Felix Montenegro spanyol halászhajó vette fedélzetére.

### Nyolcadik őrjárat
Utolsó, nyolcadik harci útjára 1940. augusztus 5-én indult a tengeralattjáró. A következő három hétben az Írországtól nyugatra-északnyugatra található területen vadászott szövetséges hajókra. Augusztus 9-én a németek megtorpedóztak egy semleges hajót, a svéd Cantont, amely Kalkuttából tartott Liverpoolba. A 32 fős legénység 16 tagja életét vesztette.
Az U–30 utolsó áldozata a Clan Macphee brit gőzös volt, amely a Malabárok felé haladt 6700 tonna általános rakománnyal az OB–197-es konvoj részeként. A tengeralattjáró a Hebridáktól 500 kilométerre nyugatra torpedózta meg a hajót augusztus 16-án. A fedélzeten tartózkodó 108 emberből 67 meghalt.
Az U–30 1940. augusztus 30-án futott be Kielbe. December 1-jétől a 24. tengeralattjáró flottilla gyakorló-, majd 1943. december 1-jétől a 22. flottilla iskolahajójaként szolgált. 1945. január 23-án kivonták a hadrendből, és oktatási célokra használták. Május 5-én Flensburg közelében, a Kupfermühlen-öbölben a németek elsüllyesztették. A roncsot a háború után kiemelték, majd feldarabolták.

## Kapitányok
| Név               | Kezdőnap            | Zárónap             |
| ----------------- | ------------------- | ------------------- |
| Hans Cohausz      | 1936. október 8.    | 1938. október 31.   |
| Hans Pauckstadt   | 1938. február 15.   | 1938. augusztus 17. |
| Fritz-Julius Lemp | 1938. november      | 1940. szeptember    |
| Robert Prützmann  | 1940. szeptember    | 1941. március 31.   |
| Paul-Karl Loeser  | 1941. április 1.    | 1941. április       |
| Hubertus Purkhold | 1941. április       | 1941. április 22.   |
| Kurt Baberg       | 1941. április 23.   | 1942. március 9.    |
| Hermann Bauer     | 194942. március 10. | 1942. október 4.    |
| Franz Saar        | 1942. október 5.    | 1942. december 16.  |
| Ernst Fischer     | 1943. május         | 1943. december 1.   |
| Ludwig Fabricius  | 1943. december 2.   | 1943. december 14.  |
| Günther Schimmel  | 1943. december 1.   | 1945. január 23.    |

## Őrjáratok
| Indulás       | Indulónap           | Érkezés       | Zárónap              |
| ------------- | ------------------- | ------------- | -------------------- |
| Wilhelmshaven | 1939. augusztus 22. | Wilhelmshaven | 1939. szeptember 27. |
| Wilhelmshaven | 1939. december 9.   | Wilhelmshaven | 1939. december 14.   |
| Wilhelmshaven | 1939. december 23.  | Wilhelmshaven | 1940. január 17.     |
| Wilhelmshaven | 1940. március 11.   | Wilhelmshaven | 1940. március 30.    |
| Wilhelmshaven | 1940. április 30.   | Wilhelmshaven | 1940. május 4.       |
| Wilhelmshaven | 1940. június 8.     | Lorient       | 1940. július 7.      |
| Lorient       | 1940. július 13.    | Lorient       | 1940. július 24.     |
| Lorient       | 1940. augusztus 5.  | Kiel          | 1940. augusztus 30.  |

## Elsüllyesztett és megrongált hajók
| Dátum                | Hajó neve               | Nemzetisége        | Brt    | Konvoj |
| -------------------- | ----------------------- | ------------------ | ------ | ------ |
| 1939. szeptember 3.  | Athenia                 | Egyesült Királyság | 13 581 |        |
| 1939. szeptember 11. | Blairlogie              | Egyesült Királyság | 4425   |        |
| 1939. szeptember 14. | Fanad head              | Egyesült Királyság | 5200   |        |
| 1939. december 28.   | HMS Barbara Robertson** | Egyesült Királyság | 325    |        |
| 1939. december 28.   | HMS Barham***           | Egyesült Királyság | 31 100 |        |
| 1940. január 11.     | El Oso                  | Egyesült Királyság | 7267   | HX-14B |
| 1940. január 16.     | Gracia*                 | Egyesült Királyság | 5642   | OB-72  |
| 1940. január 17.     | Caimross                | Egyesült Királyság | 5494   | OB-72  |
| 1940. február 7.     | Munster                 | Egyesült Királyság | 4305   |        |
| 1940. február 9.     | Chagres                 | Egyesült Királyság | 5406   |        |
| 1940. március 8.     | Counsellor              | Egyesült Királyság | 5068   | HX-22  |
| 1940. június 20.     | Otterpool               | Egyesült Királyság | 4876   | HG-34F |
| 1940. június 22.     | Randsfjord              | Norvégia           | 3999   | HX-49  |
| 1940. június 28.     | Llanarth                | Egyesült Királyság | 5053   |        |
| 1940. július 1.      | Beignon                 | Egyesült Királyság | 5218   | SL-36  |
| 1940. július 6.      | Angele Mabro            | Egyiptom           | 3154   |        |
| 1940. július 21.     | Ellaroy                 | Egyesült Királyság | 712    |        |
| 1940. augusztus 9.   | Canton                  | Svédország         | 5779   |        |
| 1940. augusztus 16.  | Clan Macphee            | Egyesült Királyság | 6628   | OB-197 |

* A hajó nem süllyedt el, csak megrongálódott

** Elsüllyesztett hadihajó

*** Megrongált hadihajó